# IC 2688
IC 2688 — галактика типу *2 (подвійна зірка) у сузір'ї Лев.
Цей об'єкт міститься в оригінальній редакції індексного каталогу.